# Kovács Margit
Kovács Margit (Győr, 1902. november 30. – Budapest, 1977. június 4.) Kossuth-díjas magyar kerámiaművész, érdemes és kiváló művész, Kovács Zoltán leánya.

## Élete
Kovács Zoltán főreáliskolai tanár (1871. június 13. – Győr, 1912. augusztus 14.) és Heller Ilona gyermekeként született. Édesapja a győri Állami Révai Főreáliskola fizikatanára volt, aki fiatalon, 41 éves korában elhunyt. 

### Tanulmányok
Keramikusi tevékenységére hazai és külföldi iskolákban folytatott tanulmányok során készült fel. Jaschik Álmos magániskolájában grafikát, az Iparművészeti Iskolában porcelánfestést tanult 1924-26-ig. 1926-28 között Kende Judittal együtt Bécsben sajátította el a keramikusi mesterség alapjait, Hertha Bucher kerámiaműhelyében. Münchenben a Staatsschule für Angewandte Kunst intézményében képezte tovább magát keramikusként s ugyanitt szobrászhallgatóként plasztikai formálást is tanult. 1932-ben Koppenhágában tett tanulmányútja során funkcionális használati tárgyak készítésével ismerkedett. 1933-ban a Sevres-i Porcelángyárban a samottos figura és a porcelán zsánerfigurák mintázási technikáját sajátította el. A korongozás technikáját és az érzékeny plasztikai formálást egyesítve tanulmányai után Kovács Margit olyan alkotások sorát kezdte létrehozni, melyek szerencsésen oldották fel a képző- és iparművészeti tradicionális műfajhatárokat.

## Művészi pályakép
A 30-as évek elején mintázott terrakotta kisplasztikák, reliefek és korongolt dísztárgyak alkotásával indult művészi pályája. A 30-as évek második felében stilizáltabb falképeket és folklorisztikus hatásokat asszimiláló, egyéni hangú dísztárgyakat kezdett alkotni. A geometrizáló tendencia egyre jobban kezdett érvényesülni figuráinál a korongolt forgásformák alkalmazásával. Kúpformákra egyszerűsítette a kisméretű figurákat, a nagyobb méretű alakokat pedig oszlopszerűen kezdte megformálni. A korongolt formákat dekoratív ornamentális díszítményekkel gazdagította s a fényes fedőmázak mellett megkezdte a matt mázakkal való kísérletezés színes falképek mellett realisztikus hangvételű kisplasztikákat és bravúrosan korongozott nagyméretű figurákat kezdett készíteni. Kedvelt terrakotta anyagát a hatvanas és hetvenes években samottra váltotta át és expresszívebb mintázással, vagy tömbösebb formázással egyre több új témát is feldolgozott mitológiákból, mesékből s mondákból is merítve. Kovács Margit rendkívül gazdag életműve, bensőséges emberközpontúságot sugárzó művészete egyedülálló hangot képvisel kortárs kerámiaművészetünkben.

## Elismerések, megrendelések
1928-ban önálló kiállítása nyílt meg egy budapesti galériában. Ettől kezdve érett és befutott művészként tartják számon. Számos megrendelést kapott köz- és magánépületek díszítésére, kerámia faliképek, domborművek készítésére. Pályája 1945 után is töretlen maradt. Elismert és foglalkoztatott művész, 1948-ban az elsők között Kossuth-díjjal tüntették ki.
Számos állami megbízást kapott. Sikeres kiállítások és elismerő díjak sora bizonyítja hazai és külföldi népszerűségét.
- 1928: Csoportkiállítás. Budapest Nemzeti Szalon
- 1930: IV. Nemzetközi Iparművészeti Kiállítás, Monza. Elismerő Oklevél
- 1933: IV. Triennale, Milánó. Ezüstérem
- 1936: V. Triennale, Milánó. Aranyérem
- 1937: Világkiállítás, Párizs. Elismerő Oklevél
- 1937: A Magyar Iparművészet Országos Egyesületének Kiállítása, Budapest. Ezüstérem
- 1938: I. Országos Iparművészeti Kiállítás, Budapest. Aranyérem
- 1938: Nemzeti Iparművészeti Kiállítás, Berlin. Aranyérem
- 1939: V. Triennale, Milánó. Ezüstérem
- 1940: VII. Nemzetközi Kiállítás, Milánó. Ezüstérem
- 1948: Kossuth-díj
- 1953: Érdemes művész
- 1958: Világkiállítás, Brüsszel. Nagydíj
- 1959: Kiváló művész
- 1962: Nemzetközi Kerámiakiállítás, Prága. Ezüstérem
- 1971: Győr díszpolgára
- 1974: Szentendre díszpolgára
- 1996: Magyar Örökség díj (posztumusz)

## Főbb művei

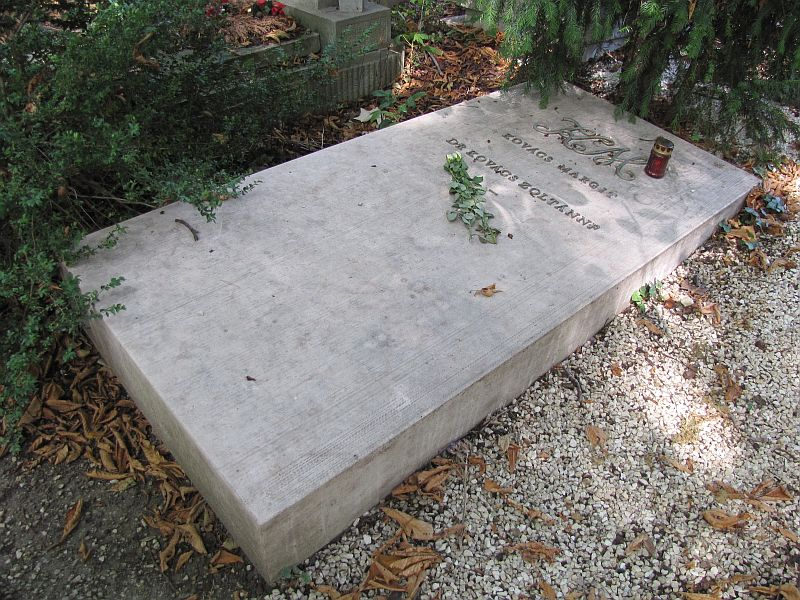
Kovács Margit sírja Budapesten. Farkasréti temető: 25-1-32. Kass János alkotása.

- Korongos (1929)
- Szent György (1935)
- Kuglófmadonna (1938)
- Ádám és Éva (1941)
- Nővérek I. (1942)
- Bort, búzát, békességet (1942)
- Pólyázó Madonna (1942 körül)
- Királykisasszony (1944)
- Bárányos király (1944-1945)
- Corpus (1948)
- Anyám (1948)
- Szoptató (1948)
- Leánykérés (1948)
- Almaszedés (1952)
- Kenyérszegő (1952)
- Fonó (1953)
- Lakodalmas kályha (1953)
- Fésülködő dáma (1957)
- Halászasszonyok (1968)
- A mag (1969)
- Cantata Profana (1969)
- A nagy család

## Állandó kiállítások
- Kovács Margit Állandó Kiállítás (Győr, Apáca u. 1.)
- Kovács Margit Múzeum (Szentendre, Vastagh György utca 1.)

## Galéria

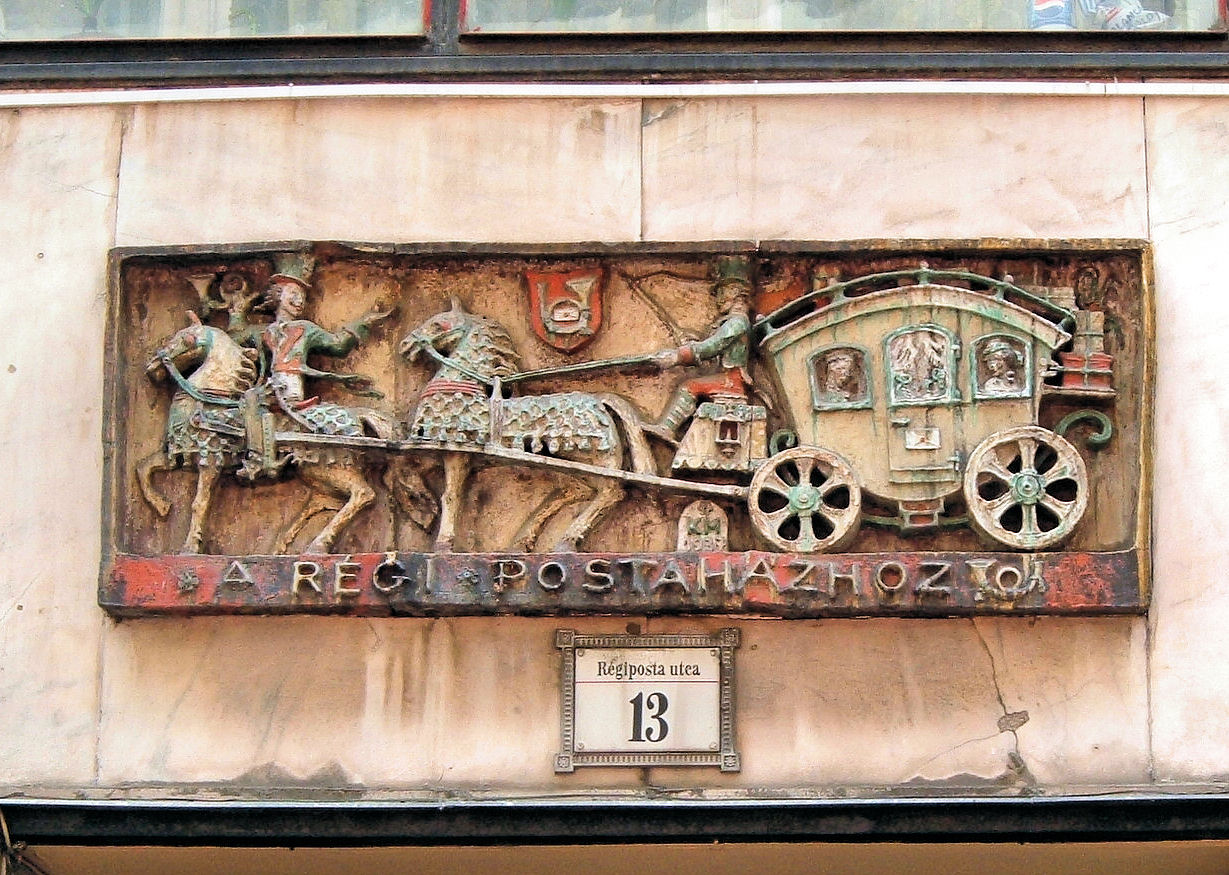
Épületkerámia a budapesti Régi posta utcában
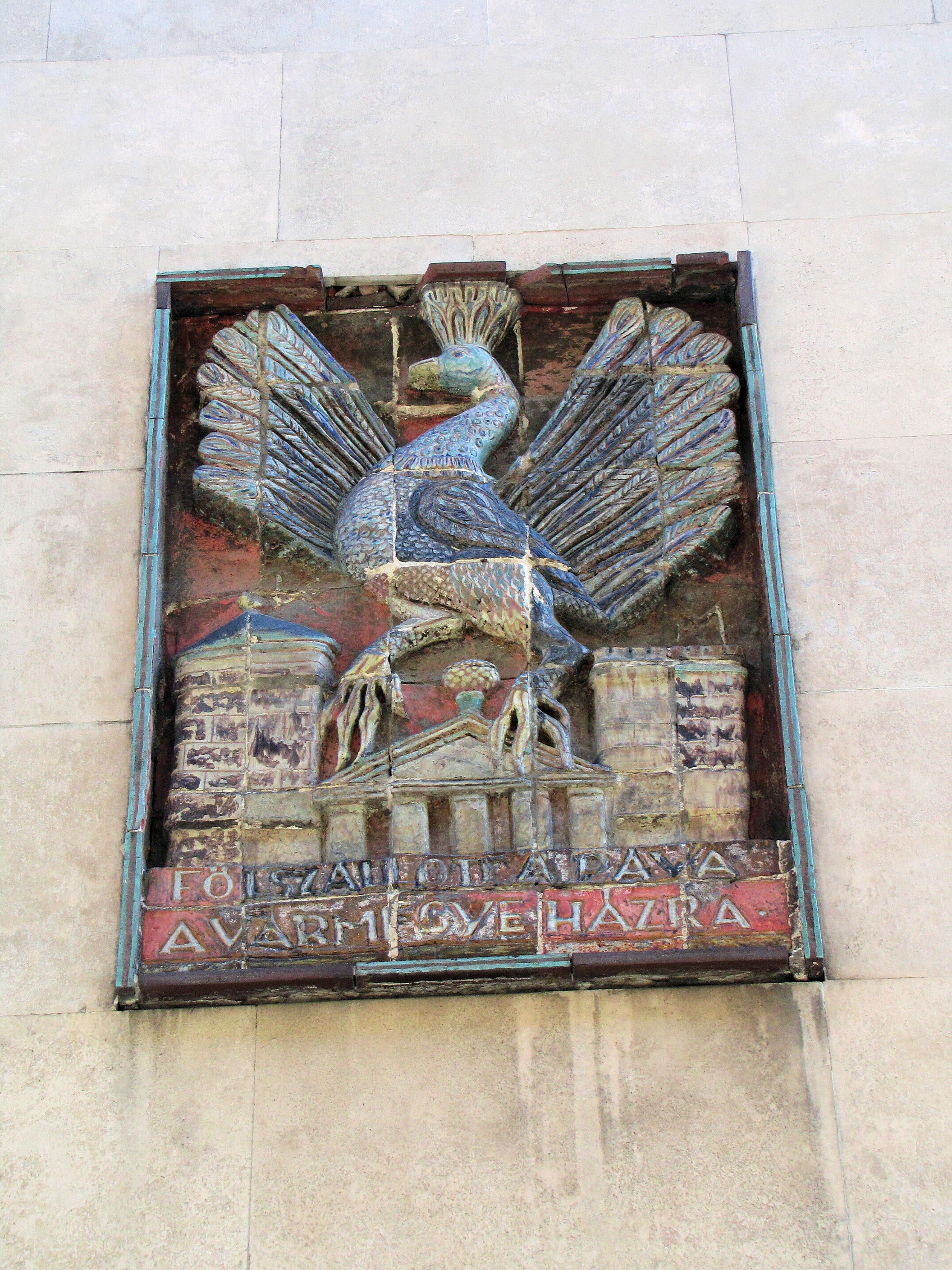
Épületkerámia a budapesti Vármegye utcában
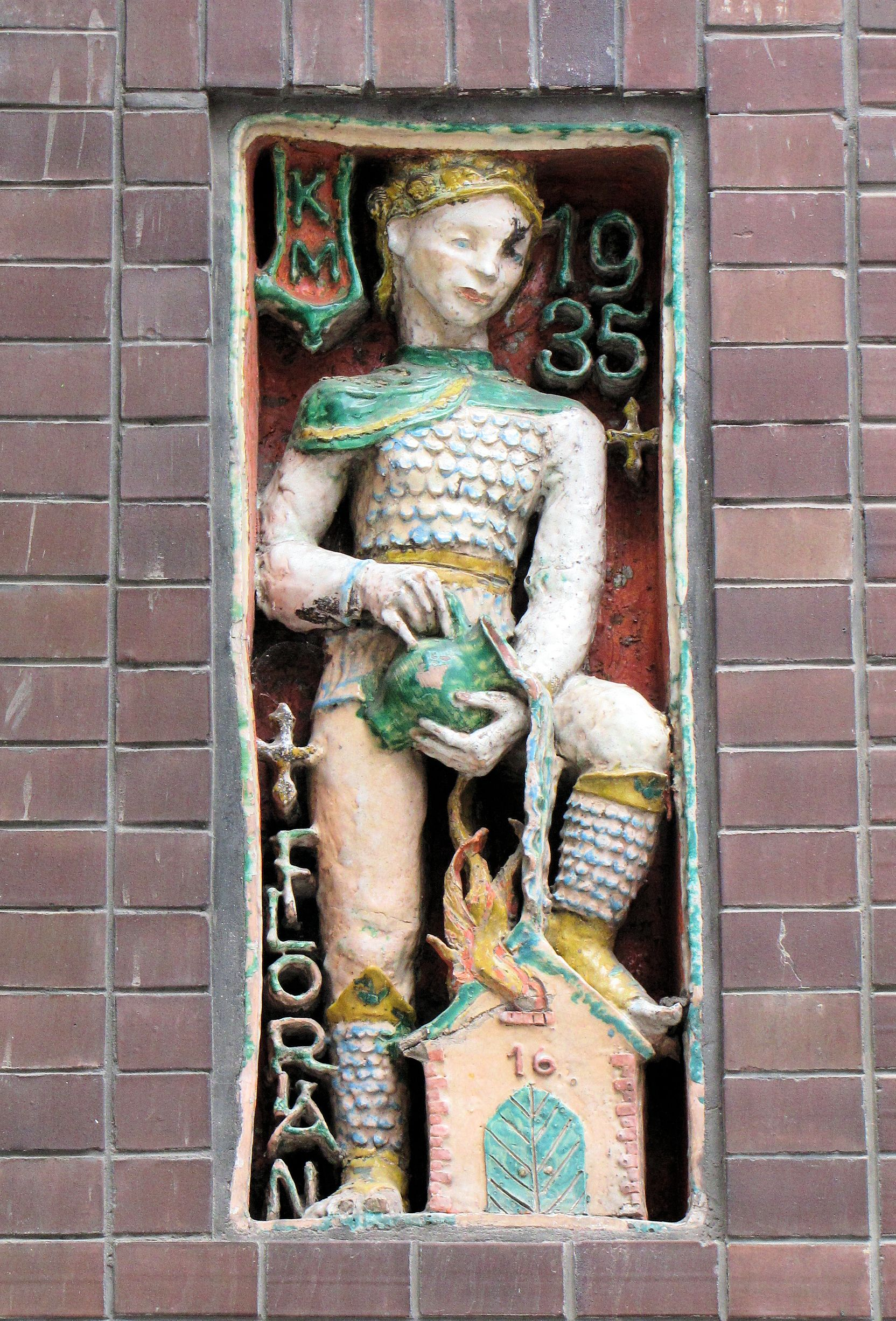
Mélydombormű a Hollán Ernő u. 16. falán, Budapesten
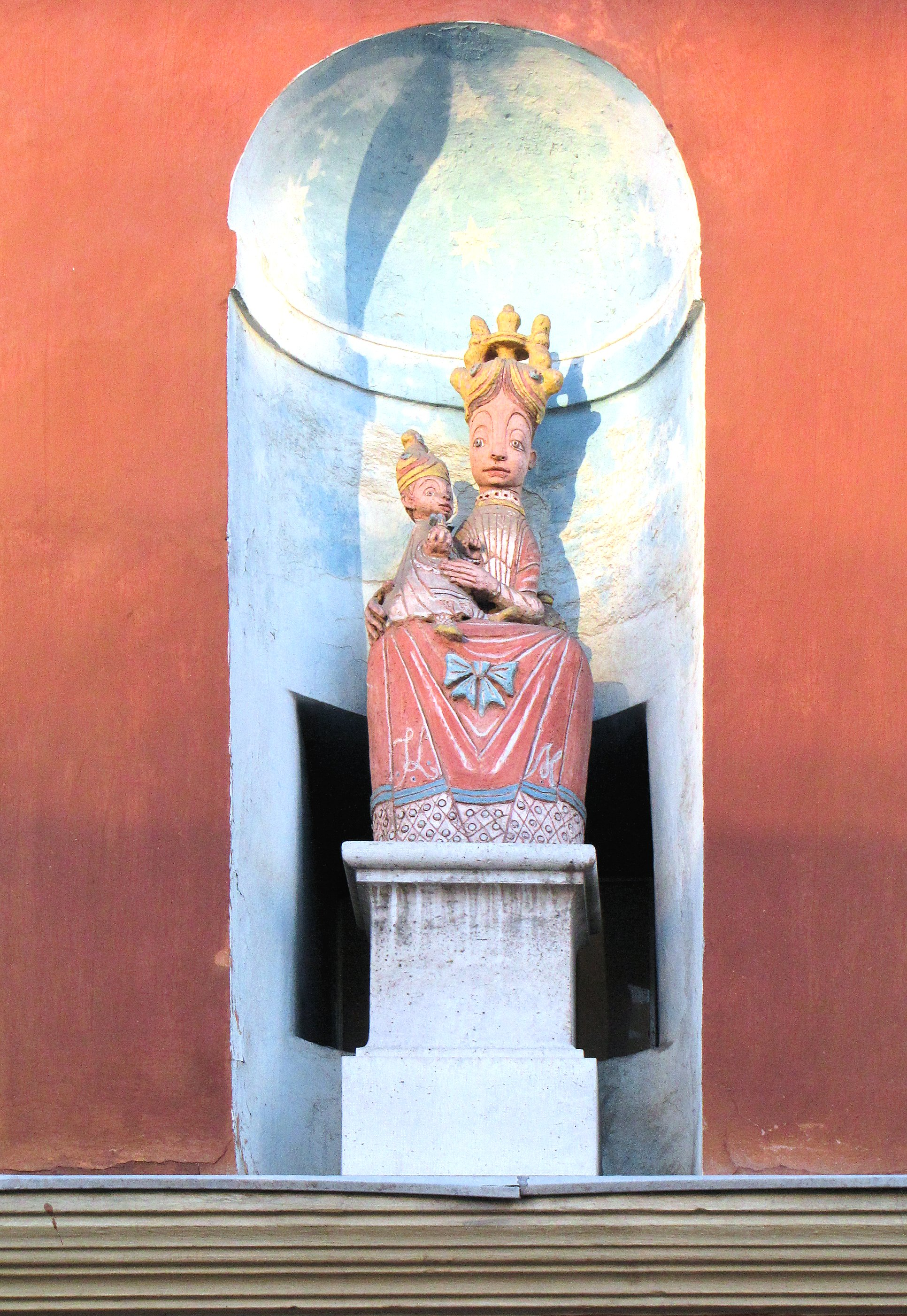
Mária-szobor a Budai Vár egyik polgárházán
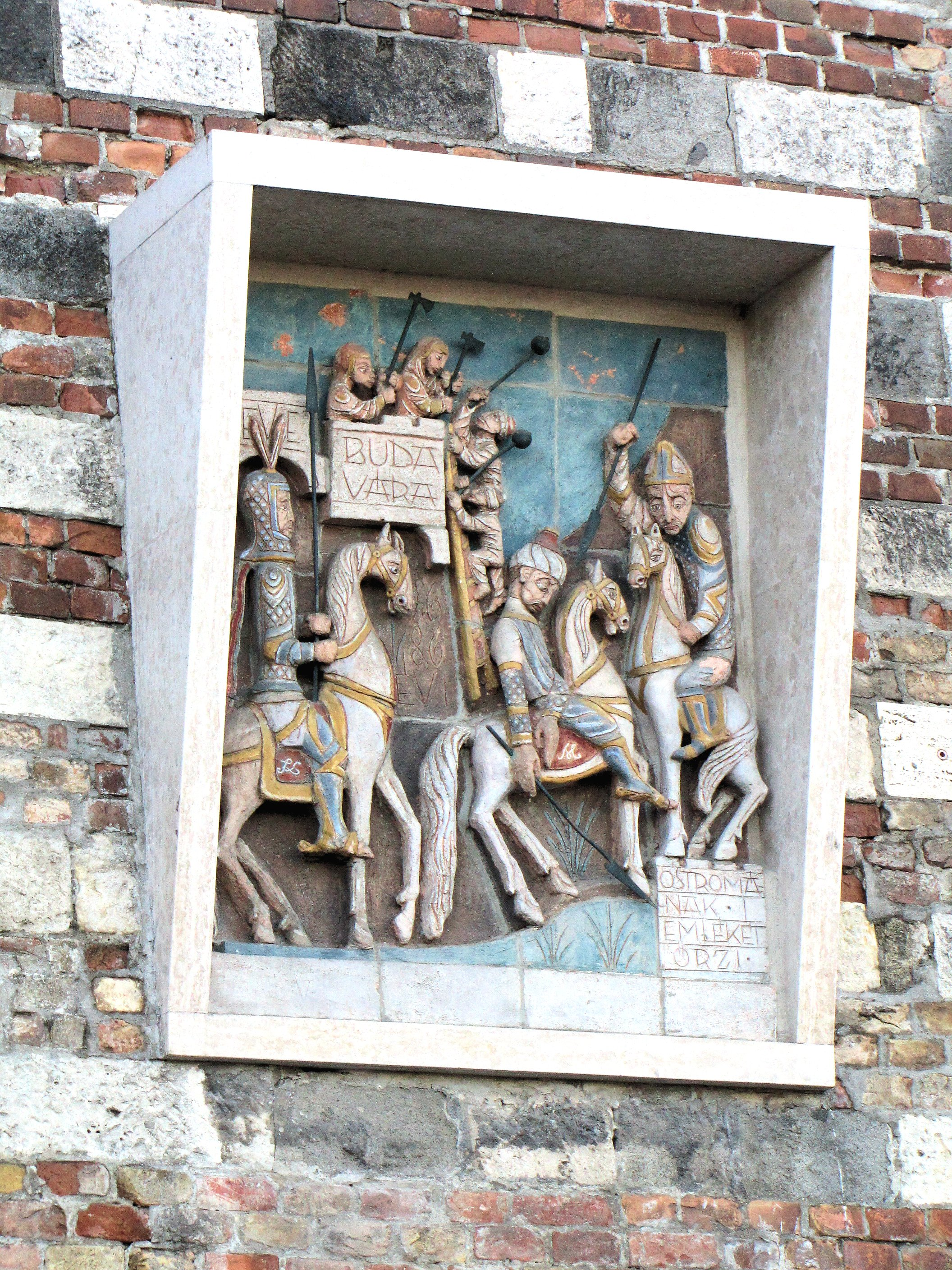
Dombormű a Bécsi kapu előtt a budai Vár falán
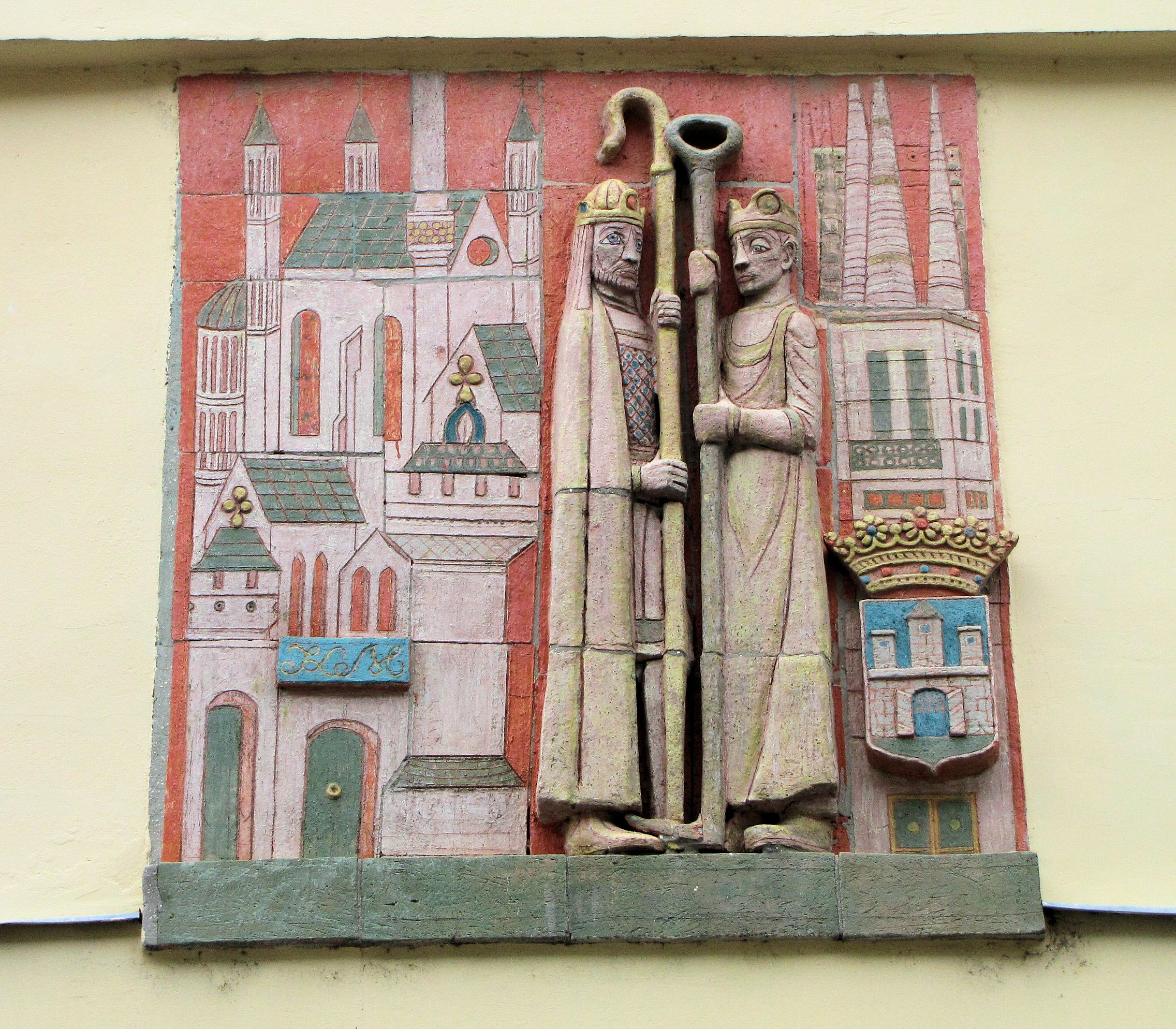
Dombormű Székesfehérváron, a Vármegye utca egyik házán